# Stiegl (pivovar)
Stiegl je rakouský pivovar, který byl založen 16. června 1492 v Salcburku. Patří k největším pivovarům v Rakousku.

## Historie
Stiegl je rakouský pivovar založený 16. června 1492 v Salzburku. Řadí se mezi největší pivovary v Rakousku. Svou historii začal na konci 15. století a během 16. století stal nejvýznamnějším pivovarem v Salzburku. Podle historických záznamů jej navštěvoval i slavný skladatel Wolfgang Amadeus Mozart. Roku 1875 pivovar postihl ničivý požár.

## Produkty
Pivovar Stiegl nabízí široký sortiment nápojů. Vedle tradičního i nealkoholického piva vyrábí také limonády a pálenky.
| Název                                                                          | Obsah alkoholu-% |
| ------------------------------------------------------------------------------ | ---------------- |
| Stiegl-Goldbräu (Märzen)                                                       | 5,0              |
| Stiegl-Hell                                                                    | 4,5              |
| Stiegl-Pils                                                                    | 4,9              |
| Stiegl-Radler Zitrone Naturtrüb/Grapefruit/Himbeer                             | 2,0              |
| Stiegl-Weisse Naturtrüb                                                        | 5,1              |
| Stiegl Sport-Weisse Alkoholfrei                                                | nealkoholické    |
| Original-Stieglbock (saisonal)                                                 | 7,0              |
| Stiegl-Herbstgold (saisonal)                                                   | 5,2              |
| Stiegl-Paracelsus Bio-Zwickl                                                   | 5,2              |
| Stiegl 0,0% Freibier                                                           | nealkoholické    |
| Stiegl 0,0% Zitrone                                                            | nealkoholické    |
| Stiegl-Columbus 1492 Pale Ale                                                  | 4,7              |
| Stiegl-Paracelsus Glutenfrei                                                   | 4,9              |
| Stiegl-Hausbier Gipfelstürmer                                                  | 5,2              |
| Stiegl-Hausbier Ginder                                                         | 5,8              |
| Stiegl-Hausbier Toll:Kirsche (saisonal)                                        | 6,6              |
| Stiegl-Hausbier Zölibat (saisonal)                                             | 8,2              |
| Stiegl-Hausbier Schneeweißchen & Orangenrot (saisonal)                         | 5,0              |
| Stiegl-Hausbier Rosamunde (saisonal)                                           | 5,0              |
| Stiegl-Hausbier Wundertüte (saisonal)                                          | 5,1              |
| Stiegl-Hausbier Christkindl (saisonal)                                         | 5,7              |
| Wildshuter Flüx Aronia und Zitrone (gebraute Limonade vom Stiegl-Gut Wildshut) | nealkoholické    |
| Wildshuter Sortenspiel                                                         | 5,0              |
| Wildshuter Gmahde Wiesn                                                        | 4,9              |
| Wildshuter Männerschokolade                                                    | 5,5              |
| Wildshuter Urbier                                                              | 9,5              |
| Wildshuter Urbierbrand                                                         | 40,0             |
| Wildshuter Edelbrand                                                           | 40,0             |
| Wildshuter Hopfen-Gin                                                          | 46,0             |
| Sonnenkönig VII.                                                               | 12,5             |
| Faux Pas Apricot                                                               | 8,0              |